# Sierra Norte de Sevilla

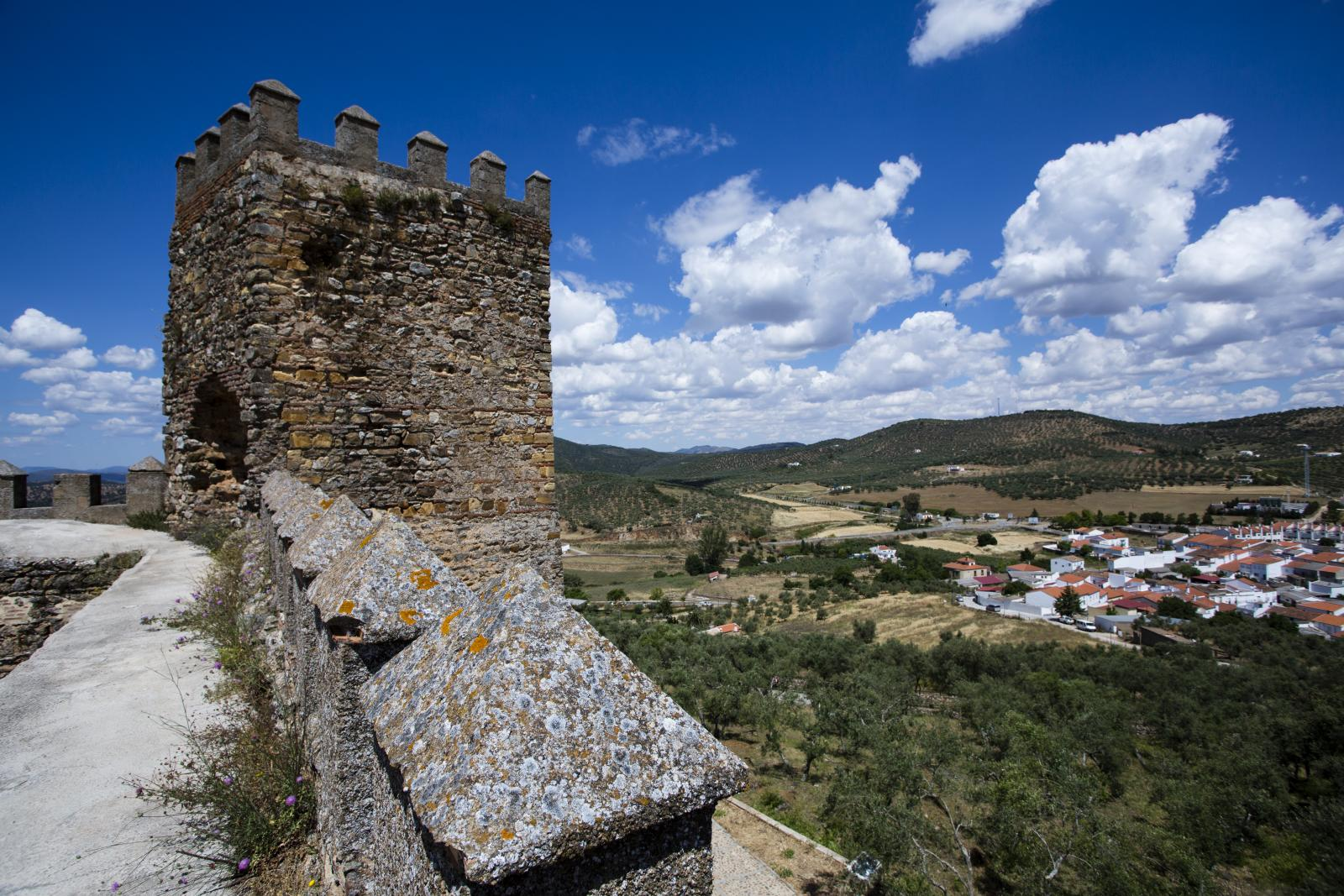
Landschaft der Sierra Norte

Sierra Norte de Sevilla ist ein Weinbaugebiet auf dem Gebiet der Sierra Norte im Norden der andalusischen Provinz Sevilla. Im europäischen System der Herkunftsbezeichnungen hat es den Status einer geschützten geografischen Angabe (kurz g.g.A.; spanisch Indicación Geográfica Protegida, kurz IGP), was im traditionellen spanischen System einem Landwein (spanisch Vino de la Tierra, kurz VdlT) entspricht.

## Geschichte
Im 15. bis 17. Jahrhundert wurde bereits in der Region Wein produziert für den Export nach Amerika. Vor der Reblausplage auf der iberischen Halbinsel wurde in der Sierra Norte de Sevilla auf 4.500 Hektar Wein angebaut und der Anbau war traditionell der wirtschaftliche, soziale und kulturelle Reichtum der Region. Das Weinbaugebiet wurde im Jahr 2004 vom andalusischen Landwirtschaftsministerium eingerichtet und ist seit 2006 bei der Europäischen Union registriert. In der aktuellen Statistik (Stand Mai 2024) ist zu sehen, dass nur auf 11 Hektar Wein kultiviert wird.

## Weine
Es dürfen Weißwein, Roséwein und Rotwein mit verschiedenen Restzuckergehalten produziert werden. Dies beinhaltet keine Süßweine und im Vergleich zu den meisten anderen spanischen Weinbaugebieten gibt es keine geschützte Zusatzbezeichnung für Rotweine mit besonderem Ausbau beziehungsweise Fassreife. Jedoch sind diese Methoden nicht verboten, da die Ausbaumethoden nicht weiter spezifiziert oder vorgegeben werden. Zugelassen sind die weißen Rebsorten Chardonnay, Colombard, Sauvignon Blanc, Moscatel de Alejandría, Palomino, Pedro Ximénez und Viognier sowie die roten Rebsorten Tempranillo, Garnacha Tinta, Cabernet Sauvignon, Cabernet Franc, Merlot, Pinot Noir, Petit Verdot, Syrah und Tintilla de Rota.

## Gebiet
Die Produktion des Weins muss innerhalb der Gemeinden Cazalla de la Sierra, Constantina, Guadalcanal und Alanís stattfinden. Dabei müssen 85 % der Trauben für die Herstellung eines Weins im selben Gebiet angebaut worden sein.
Die Sierra Norte ist Teil des Mittelgebirges Sierra Morena. Das Gebiet hat eine Mindesthöhe von 450 m ü. d. M. und der Jahresniederschlag liegt zwischen 600 und 1000 mm, wobei es im August und September in der Regel regenfrei bleibt. Zwischen der Tages- und Nachttemperatur gibt es im Sommer einen Unterschied von 18 °C.